# Kepler-350d
Kepler-350d es un planeta extrasolar que forma parte de un sistema planetario formado por al menos tres planetas. Orbita la estrella denominada Kepler-350. Fue descubierto en el año 2013 por la sonda Kepler por medio de tránsito astronómico.